# Аисты (картина Юзефа Хелмоньского)
«Аисты» (пол. Bociany) — картина в стиле реализма польского художника Юзефа Хелмоньского, на которой изображён сельский пейзаж с мужчиной и мальчиком, наблюдающими за полётом аистов. Полотно написано в 1900 году и представляет собой живопись маслом на холсте размером 150×198 см. В настоящее время хранится в Национальном музее в Варшаве.
Картина была написана в то время, когда Хелмоньский, после своего возвращения на родину из Мюнхена, жил в селе Кукловка в Мазовии. В этот период художником было создано много полотен с изображением местных крестьян за работой и сельских пейзажей, в основном изображения полей и диких птиц.
Полотно «Аисты», написанное в 1900 году, впервые было представлено широкой публике в галерее Захента в Варшаве год спустя. Критики высоко оценили эту картину, отметив, что автору удалось передать уникальную атмосферу, характерную для местного сельского пейзажа.
На картине изображён летний полдень. Пахарь, прервав пахоту, сидит на зелёном цветущем лугу с котелком и ложкой в руках. Рядом с ним стоит мальчик. Возможно, это сын, который принёс отцу, работавшему в поле, его обед. Взгляды обоих устремлены на небо, по которому летит стая аистов. На заднем плане картины справа изображён вспаханный участок поля с упряжкой волов, слева виден ряд сельских хижин с соломенными крышами, тополь и гнездо аиста.
Хелмоньский изображает деревню в реалистичной манере, показывая повседневную жизнь, которая некоторым может показаться даже некрасивой. С большим мастерством живописец сочетает в картине запечатлённый момент, полёт птиц и взгляды людей с деталями ландшафта, его унылыми цветами и статичностью.